# Clara Anschel
Julie Philippine Clara Auguste Anschel,  geb. Cappel (auch: Anschell, Pseudonym: Theodora) (* 23. September 1780 in Helmstedt; † 30. September 1826 ebenda) war eine deutsche Schriftstellerin und Schauspielerin.

## Leben
Anschel wurde als Tochter des Arztes und Hofrates Wilhelm Friedrich Cappel in Helmstedt geboren. Ihre Brüder Ludwig Christoph Wilhelm Cappel und Johann Friedrich Ludwig Cappel waren ebenfalls als Ärzte tätig. Sie heiratete im Jahr 1811 den Arzt Justus Wilhelm Ferdinand Anschel, mit dem sie 1812 zum Christentum übertrat. Anschel war sowohl als Schauspielerin als auch als Schriftstellerin tätig. Ihre Werke veröffentlichte sie unter dem Pseudonym „Theodora“ oder anonym mit dem Zusatz „von einer Dame“. Erzählungen Anschels erschienen unter anderem im Braunschweiger Magazin, in Wilhelm Gottlieb Beckers Neuen Erholungen, in Beckers Taschenbüchern zum geselligen Vergnügen und in Friedrich Ludewig Bouterwecks Vesta.
Der Geistliche Andreas Friedrich Gottlob Glaser war ihr Schwager.

## Werke (Auswahl)
- Der Greis (1809)
- Zufriedenheit (1810)
- Die Freunde. Eine Erzählung in Briefen (1810)
- Kleine Romane und Erzählungen aus dem Reich der Dichtungen und der Wahrheit. Fleckeisen, Helmstädt 1811.
- Wie ehren wir das Andenken unserer früh verstorbenen auf eine ihnen würdige Weise? (erschien im Braunschweiger Magazin Nr. 51)